# Vecchia con rosario
Vecchia con rosario è un dipinto di Paul Cézanne. Eseguito tra il 1895 e il 1896, è conservato nella National Gallery di Londra.

## Descrizione
Lo scrittore Joachim Gasquet rinvenne questo dipinto nel 1896 nella casa di famiglia di Cézanne presso Aix-en-Provence, e usava affermare che la donna fosse una suora che, fuggita da un convento e dopo aver vissuto vagabondando, fu presa dal pittore come donna di servizio.